# Langø (Kappel Sogn)
Langø  es una localidad con puerto pesquero localizada a 13 km al oeste de Nakskov, en Dinamarca.
Su ubicación geográfica es N 54° 49' 0 E 11° 1' 0 y está a nivel del mar.